# داد الله بازار
داد الله بازار هي قرية تقع في البلدة المركزية في إيران. يقدر عدد سكانها بـ 122 نسمة .